# Verhneaia Pîșma
Verhneaia Pîșma (ru. Верхняя Пышма) este un oraș din regiunea Sverdlovsk, Federația Rusă, cu o populație de 58.016 locuitori.